# Nemerczi
Nemerczi (ukr. Немерчі) – przystanek kolejowy w miejscowości Nemercze, w rejonie mohylowskim, w obwodzie winnickim, na Ukrainie. Położony jest na linii Żmerynka – Mohylów Podolski – Ocnița.

## Historia
Stacja kolejowa powstała w 1892 na linii ze Żmerynki do Oknicy i przejścia granicznego z Austro-Węgrami w Nowosielicy, pomiędzy stacjami Kotiużany i Wendyczany. Przebudowana do przystanku w 2013. Wówczas zmieniono jej nazwę z Nemercze (ukr. Немерче) na obecną.